# Public Security Intelligence Agency

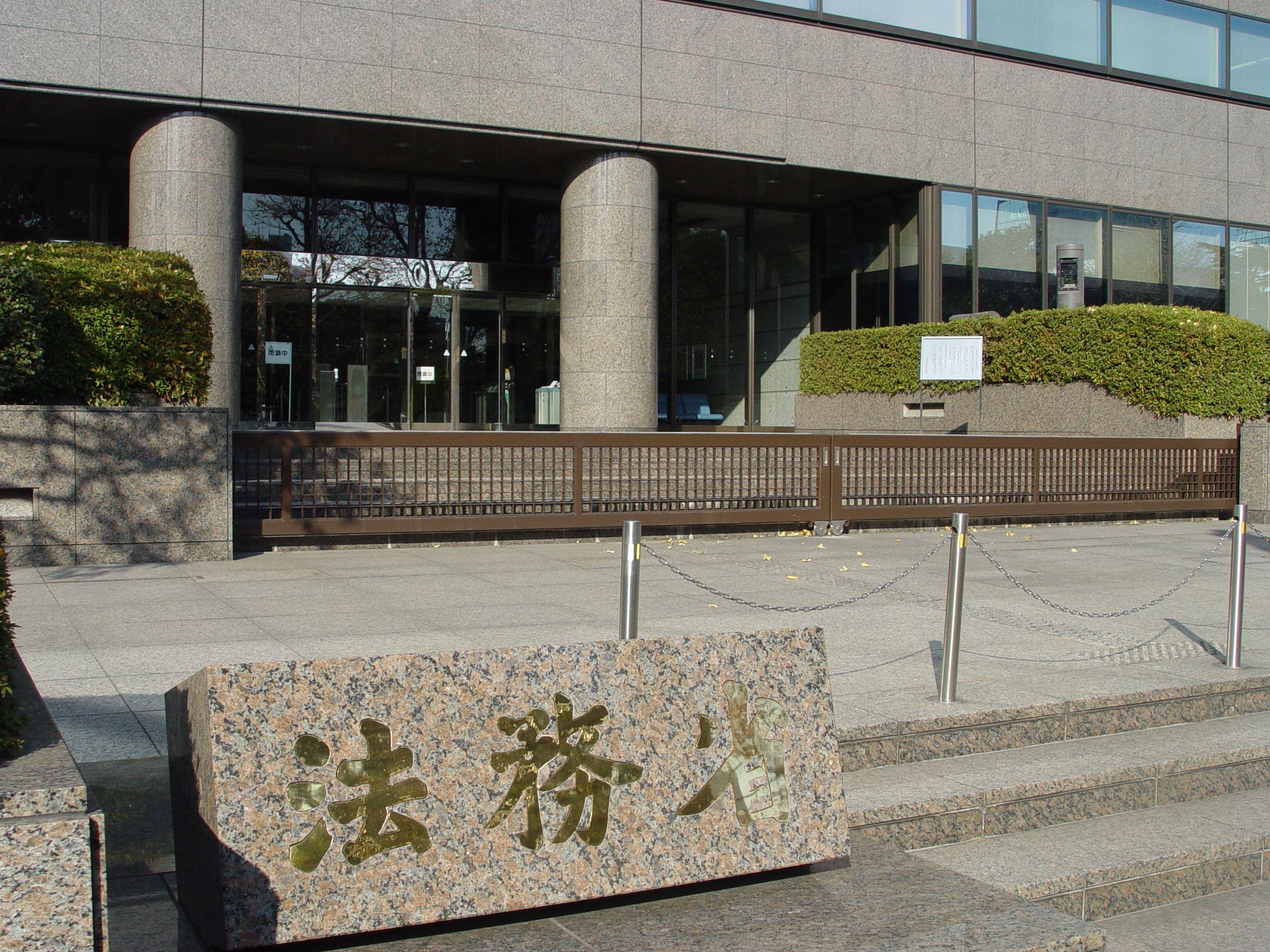
Der Sitz des Justizministeriums und der Public Security Intelligence Agency ist heute das Zentralregierungsgebäude Nr. 6 in Kasumigaseki, Chiyoda.

Die Public Security Intelligence Agency (PSIA, dt. „Nachrichtendienst für Öffentliche Sicherheit“, engl. für kōan chōsa-chō, jap. 公安調査庁, kurz: Kōan-chō (公安庁) oder Kōchō (公調)) ist ein japanischer Nachrichtendienst, der im In- und Ausland aktiv ist. Ein Schwerpunkt seiner Arbeit ist die Spionageabwehr. Der Dienst ist dem Justizministerium unterstellt. Er existiert seit 1952, als er auf Grundlage des Gesetzes gegen subversive Aktivitäten eingerichtet wurde. Im Kalten Krieg wurde besonders die Kommunistische Partei Japans überwacht. Auch Ausländer (in erster Linie Koreaner) und Sekten wie Ōmu Shinrikyō (heute: Aleph) waren Beobachtungsobjekte.
Der derzeitige Leiter ist Toshio Yanagi.

## Aktivitäten
Nach eigenen Angaben konzentriert die PSIA ihre Arbeit 2007 und 2008 im internationalen Bereich auf Nordkorea und sein Nuklearprogramm sowie die Terrorismusabwehr, insbesondere im Vorfeld des G8-Gipfels in Tōyako, und die Informationsbeschaffung über Russland und die Volksrepublik China. Im Inland konzentriert sie ihre Tätigkeit demnach auf die Untersuchung der Aktivitäten der Aleph-Splittergruppe Hikarinowa (ひかりの輪), die fortgesetzte Beobachtung von Aleph selbst und ihrer Einrichtungen, radikaler Teile der Kommunistischen Partei Japans und rechtsradikaler Gruppen.

## Struktur
- 3 interne Abteilungen
- 1 Institut
- 8 Regionalbüros (in Sapporo, Sendai, Tokio, Nagoya, Osaka, Hiroshima, Fukuoka und Takamatsu)
- 14 Büros auf Präfekturebene[4]